# Pandinops pugilator
Espèce
Synonymes
- Pandinus pugilator Pocock, 1900
- Pandinus peeli Pocock, 1900
- Pandinus hawkeri Pocock, 1900

Pandinops pugilator est une espèce de scorpions de la famille des Scorpionidae.

## Distribution
Cette espèce est endémique du Somaliland en Somalie.

## Description
La femelle holotype mesure 93 mm et le mâle décrit sous le nom Pandinus peeli 81 mm.
Pandinops pugilator mesure de 65 à 95 mm.

## Systématique et taxinomie
Cette espèce a été décrite sous le protonyme Pandinus pugilator par Pocock en 1900. Elle est placée en synonymie avec Pandinops bellicosus par Kovařík en 2000. Elle est relevée de synonymie par Kovařík, Lowe et Elmi en 2017 qui dans le même temps place Pandinus peeli et Pandinus hawkeri en synonymie.

## Publication originale
- Pocock, 1900,  : « On a collection of Insects and Arachnids made in 1895 and 1897 by Mr. C.V.A. Peel, F.Z.S., in Somaliland, with descriptions of new species. 9. Chilopoda and Arachnida. » Proceedings of the Zoological Society of London, vol. 1900, p. 48-55 (texte intégral).